# Torfbahn Larjan
| Torfbahn Larjan                                            | Torfbahn Larjan     |
| ---------------------------------------------------------- | ------------------- |
| Gleise bei der Torffabrik Larjan (vergrößerter Ausschnitt) |                     |
| Netzwerk der Torfbahn Larjan                               |                     |
| Streckenlänge:                                             | 8 km                |
| Spurweite:                                                 | 750 mm (Schmalspur) |
|                                                            |                     |

Die Torfbahn Larjan (russisch Узкоколейная железная дорога торфопредприятия «Ларьян», transkr.
Uskokoleinaja schelesnaja doroga torfopredprijatija „Larjan“, transl. Uzkokolejnaâ železnaâ doroga torfopredpriâtiâ »Lar’ân«) ist eine Schmalspurbahn bei der Siedlung Krassawa (Красава) in der Oblast Leningrad in Russland.

## Geschichte
Die zu ihrem Höhepunkt 36 Kilometer lange Feldbahn wurde um 1939 in Betrieb genommen. Sie hat eine Spurweite von 750 Millimetern. Sie wird heute noch für den Torftransport und zur Beförderung von Arbeitern genutzt. Der erste Streckenabschnitt verband die Stadt Boksitogorsk mit Mooren. Bald wurde die Eisenbahnlinie ausgebaut und eine Schmalspurbahnstrecke wurde zum Torffeld nördlich des heutigen Dorfes Krassawa gebaut. 1951 wurde ein Abschnitt der Schmalspurbahn von Krassawa zur Umladestation in Tichwin eröffnet.
Im Jahr 2002 wurde beschlossen, die Schmalspurbahn abschnittsweise zur Verschrottung abzubauen. Die Demontage der Strecke von Krassawa zur Umladestation in Tichwin begann 2003 und endete 2004. Die Länge der Schmalspurbahn wurde auf ein Minimum reduziert. Der Arbeitszug fährt seitdem fahrplanmäßig nur noch von Krassawa bis zur Basislager im Torfmoor. Die Länge der Hauptstrecke von Krassawa bis zum Basislager beträgt sechs Kilometer, unter Berücksichtigung aller Strecken beträgt die Länge der Schmalspurbahn acht Kilometer. Der Übergang zum LKW-Transport von Torf wurde bisher noch nicht für sinnvoll erachtet.
Um 2012 lief der Transport auf der Schmalspurbahn noch reibungslos, und täglich transportierte sie Torf und Arbeiter. Die Torffirma Larjan (Tichwin-Torf) produziert landwirtschaftlichen Torf und eine breite Palette von Produkten auf Torfbasis.

## Schienenfahrzeuge

### Lokomotiven
- Dieselloks der SŽD-Baureihe TU6A – № 3227, 3134
- Diesellok mit Generator ЭСУ2а – № 623

### Güter- und Personenwagen
Es gibt unter anderem mehrere Torfloren, offene Güterwagen, Kesselwagen des Typs VTS20, Schüttgutwagen für den Schottertransport beim Gleisbau und einen Tragschnabelwagen zum Transport der großen Torfgewinnungsmaschinen sowie mehrere Schneepflüge und einen Schienenleger des Typs ППР2МА.